# Dorrigo National Park
Dorrigo National Park är en park i Australien. Den ligger i delstaten New South Wales, i den sydöstra delen av landet, omkring 410 kilometer norr om delstatshuvudstaden Sydney.
Runt Dorrigo National Park är det glesbefolkat, med 8 invånare per kvadratkilometer.. Närmaste större samhälle är Bellingen, omkring 16 kilometer sydost om Dorrigo National Park. 
I omgivningarna runt Dorrigo National Park växer i huvudsak städsegrön lövskog. Genomsnittlig årsnederbörd är 1 518 millimeter. Den regnigaste månaden är januari, med i genomsnitt 324 mm nederbörd, och den torraste är oktober, med 6 mm nederbörd.